# 大木ハルミ
大木 ハルミ（おおき はるみ、1989年3月8日 - ）
は、日本の女性シンガーソングライター。東京都出身。

## 来歴と人物

### 来歴
- 4歳からピアノを習う[2]。小学5年生の時友人とツインボーカルバンドを組み児童館でライブを行う[3]。中学校では吹奏楽部、高校では軽音部に所属し音楽活動を行う[4]。

- 2007年、"The 1st Music Revolution" 地区予選において「透明体」で奨励賞受賞[注釈 1]。

- 2010年、"The 3rd Music Revolution Song Contest" TOKYO FINALにおいて「Miss Music」でグランプリ獲得[5]。

- 2013年、ニコニコ生放送「大木ハルミの生ハートライブ」の配信を開始[6]。以降、主に毎週木曜日に配信。

- 2014年8月、京都市営地下鉄プロジェクト『地下鉄に乗るっ』の公式アニメCM曲に「sakura」が採用される[7]。

- 2016年、自身初のワンマンライブを京都で開催[8][9]。

- 2020年、NHK『みんなのうた』にて「100年時代」が放映される（2020年12月 - 2021年1月）[10]。

### 人物
- 東京の池袋付近で生まれ育つ。血液型はA型[11]。

- 木造風呂なし一軒家「大木荘」に住み、楽曲制作のかたわら、ライブ配信を毎週ここから行っていた[12][13]。

- 無類の銭湯好きであり、ノスタルジックなものを好む[14]。

- 祖父母が八戸市在住である縁から、市の文化施設で楽曲が館内BGMに採用され、同所でライブも開催した[15][16]。

- 音楽ビジュアルユニット「クリオネ・ジャム」では音楽を担当[注釈 2]。

- 使用器材は、Fender American Original Jazzmaster / Fender Standard Telecaster / YAMAHA SHS-10R。

- 目指している音楽について、聴き手がまず純粋に楽しめる（すぐ覚えられる）、しかも何度聴いても飽きない（内容が伴っている）、その両方を備えた曲が「自分の中では最高峰」と語っている[17]。

- 週1回のライブ配信は、2025年現在なお継続中[18]。

## ディスコグラフィ
特記があるものを除き、すべて作詞・作曲は本人。

### シングル
|   | 発売日        | タイトル     | 収録曲 | 規格品番   | 備考                                       |
| - | ------------- | ------------ | --- | ---------- | ------------------------------------------ |
| 1 | 2016年8月11日 | Remember Me  | 1. Warp 2. ノットリノットラレ                                                                                       | REME-1608  | リニューアル盤 両A面シングル               |
| 2 | 2016年9月17日 | パラレル花火 | 1. パラレル花火 2. 水遊び 3. 夏は幻                                                                                 | PRLR-1609  |                                            |
| 3 | 2017年5月27日 | 光線         | 1. 光線 2. プラスチックマーチ 3. 東京リーベ                                                                         |            |                                            |
| 4 | 2021年1月27日 | 100年時代    | 1. 100年時代 2. 100年時代 ピアノ弾き語りver 3. 100年時代 オリジナルカラオケ 4. 100年時代 ピアノ弾き語りver カラオケ | YMCL-30013 | NHK みんなのうた 2020年12月・2021年1月放映 |
| 5 | 2021年9月18日 | 待ち合わせ   | 1. 待ち合わせ 2. 星の夜                                                                                             | MOE10TH    | 太秦萌10周年公式タイアップソング           |

### アルバム
|   | 発売日          | タイトル                                  | 収録曲                                                                                  | 規格品番  | 備考                    |
| - | --------------- | ----------------------------------------- | --------------------------------------------------------------------------------------- | --------- | ----------------------- |
| 1 | 2014年11月 23日 | クラスメイト                              | 1. i Love You!! 2. 透明教室 3. 幻想の華 4. Live for joy 5. Wendy                        |           | 廃盤 イラストカード付き |
| 2 | 2015年12月 27日 | スーパーミラクルウルトラ エクストラ片思い | 1. sakura 2. 純情写真 3. テレフォンボーイ テレフォンガール 4. sick 5. sakura-piano.ver- | SMUE-1512 |                         |

### 限定盤
|   | 発売日         | タイトル                     | 収録曲                                                                            | 備考                      |
| - | -------------- | ---------------------------- | --------------------------------------------------------------------------------- | ------------------------- |
| 1 | 2017年3月8日   | 東京ワンマン2016 DVD         | 1. 幻想の華 2. Red Red Red 3. 光線 4. 透明体 5. Warp 6. sakura                    | ライブ限定販売            |
| 2 | 2017年4月5日   | 弾き語りCD                   | 1. 東京リーベ 2. Tokyo Moon Night                                                 | ライブ限定販売            |
| 3 | 2018年9月24日  | 自録り                       | 1. オネガイです 2. アイスクリーム 3. 幻想の華 4. しし座流星群                     | 弾き語りCD ライブ限定販売 |
| 4 | 2019年11月17日 | 桃色のテレパシー／東京リーベ | 1. 桃色のテレパシー 2. 東京リーベ                                                 | ライブ限定販売            |
| 5 | 2023年9月16日  | セルフサービス               | 1. 春、風が吹く 2. トロピカルサンセット 3. フリーウェイ 4. 待ち合わせ 5. 夏の魔法 | ライブ限定販売            |
| 6 | 2024年9月16日  | でも                         | 1. 夕立 2. あおぞら 3. しくどんどん 4. xyz 5. マルガリータ 6. heavenly world      | ライブ限定販売            |

### 音楽配信など
音楽配信サイトでリリースされ、シングル・アルバムには未収録の曲。
| 曲名                 | 備考                             |
| -------------------- | -------------------------------- |
| Miss Music           | my sound で配信中                |
| EverGreen            | SoundCloud で配信中              |
| 春、風が吹く         | SoundCloud で配信中              |
| 桃色のテレパシー     | SoundCloud で配信中              |
| マイリズム           | SoundCloud で配信中              |
| トロピカルサンセット | my sound で配信中                |
| My Pink pistol       | SoundCloudでリリース後、配信終了 |
| 夕焼け空にキミ思ウ   | SoundCloudでリリース後、配信終了 |

### 未発売・未音源化の曲
ライブやニコニコ生放送で歌われる曲。
- R19
- A biscuit
- 愛のけむり[20]
- 青いエナジー
- 青空（仮）[21]
- 赤く染まって
- 悪魔の飼い方
- 雨男
- Voice
- 嘘の味
- August rain
- 泳ぐ
- 陽炎
- カニ人のテーマ[22]
- カラカラ[23]
- カロン
- 腐る僕
- グッバイ・グッバイ[20]
- Close your eyes
- 月光セレナーデ
- 恋のミルキー
- 告白[24]
- 最終列車
- Singing
- City girl
- 絶叫時代[25]
- 第六感のコミュニケーション
- ディストピア
- 透明体
- Don't cry（または 傘のない街）
- Night program
- バーチャルではない僕ら（仮）[26]
- 春の花実（仮）[27]
- 瞳のワルツ
- 微熱
- 100個目の駅
- ヘルヘルヘルプミー
- 暴走ヒミー
- Hot hot breathing
- マイリズム
- michi[注釈 15]
- メガネ（仮）[28]
- Poppy smile
- make me up!
- yummy
- 夜明け前
- Remember me
- Rainy Dance
- わた雪

### ミュージックビデオ
| タイトル           | 備考                                                  |
| ------------------ | ----------------------------------------------------- |
| sakura             | イラストレーション: 賀茂川 アニメーション: 北村みなみ |
| パラレル花火       | 制作: 北村みなみ                                      |
| Warp               | クリオネ・ジャム名義。                                |
| ノットリノットラレ | クリオネ・ジャム名義。                                |

### アルバムPR動画
|   | タイトル                                  | 備考                                                |
| - | ----------------------------------------- | --------------------------------------------------- |
| 1 | クラスメイト                              | イラストレーション: 賀茂川 アニメーション: 魚雷映蔵 |
| 2 | スーパーミラクルウルトラ エクストラ片思い | 制作: 北村みなみ                                    |

## タイアップ
| 曲名                              | タイアップ                                                     |
| --------------------------------- | -------------------------------------------------------------- |
| 青いエナジー                      | アニメ『HORSE DREAMER』主題歌（2019年）                        |
| 光線                              | アニメ『地下鉄に乗るっ』主題歌（2017年）                       |
| sakura                            | 『地下鉄に乗るっ』CMソング（2015年）                           |
| sakura                            | アニメ『地下鉄に乗るっ』挿入歌（2017年）                       |
| テレフォンボーイ テレフォンガール | アニメ『地下鉄に乗るっ』挿入歌（2017年）                       |
| トロピカルサンセット              | アニメ『琉球タイムライン2 -てだこのまち探訪-』主題歌（2022年） |
| 夏は幻                            | アニメ『地下鉄に乗るっ』挿入歌（2017年）                       |
| 100年時代                         | 『みんなのうた「100年時代」』（2020年）                        |
| 待ち合わせ                        | 『地下鉄に乗るっ』10周年CMソング（2021年）                     |

### 楽曲提供
- ニコニコ生放送 アフランプロジェクト アイドル部（2025年）[注釈 19]

## ライブ・イベント

### ワンマンライブ
| 年月日         | イベント名                                                                                                  | 会場                        | 備考                                                                    |
| -------------- | --- | --------------------------- | ----------------------------------------------------------------------- |
| 2016年9月17日  | 大木ハルミ ワンマンLIVE!                                                                                    | 京都Blue Eyes               | バンド編成                                                              |
| 2016年11月20日 | 大木ハルミ 初めての!ワンマンライブin東京                                                                    | 池袋mismatch                | バンド編成                                                              |
| 2017年9月16日  | 大木ハルミ Live at Kyoto                                                                                    | 祇園Silver Wings            | バンド編成                                                              |
| 2019年4月5日   | ～生誕祭というにはちょっとおそい～ 大木ハルミワンマンライブ                                                 | 下北沢MOSAiC                | VJ:北村みなみ                                                           |
| 2019年11月17日 | 大木ハルミ アコースティックライブ                                                                           | 水道橋Words                 |                                                                         |
| 2020年9月27日  | 渋谷gee-ge.10周年記念 無観客配信ワンマン 大木ハルミ編 『大木ハルミ 再会 & 再開 & 再回 ワンマンライヴ★2020』 | 渋谷gee-ge.                 | 無観客配信                                                              |
| 2023年9月16日  | 大木ハルミLIVE in Kyoto                                                                                     | 京都ARCDEUX                 | 地下鉄に乗るっスペシャルトーク併催（名倉剛志・佐野リヨウタ） バンド編成 |
| 2024年1月21日  | 大木ハルミ 新年の東京ワンマンライヴ！                                                                       | Live music 六本木 CLUB EDGE | バンド編成                                                              |
| 2024年3月24日  | 大木ハルミ誕生月アコースティックワンマンライヴ！                                                            | 渋谷 LOFT HEAVEN            | バンド編成                                                              |

### 出演イベント
2014年以前のイベントは割愛。
| 年月日             | イベント名                                                                                 | 会場                                   | 備考                          |
| ------------------ | ------------------------------------------------------------------------------------------ | -------------------------------------- | ----------------------------- |
| 2015年1月8日       | 2015新春ノマド祭り!                                                                        | 代官山NOMAD                            |                               |
| 2015年1月9日       | Grateful☆Girls vol.165 ～正月気分ももはやここまでだ～                                      | 渋谷gee-ge                             |                               |
| 2015年1月27日      | ジージでラララ♪ vol.66･6                                                                   | 渋谷gee-ge                             |                               |
| 2015年2月8日       | uncle jamの今夜は誰でもビートでジャンプ ～吉祥寺キャバーンクラブvol.1～                    | 吉祥寺STAR PINE'S CAFE                 | Mrs.Twilightバンド            |
| 2015年2月12日      | Grateful☆Girls vol.169 feat.フリージアとショコラ                                           | 渋谷gee-ge                             |                               |
| 2015年2月13日      | Fertile Imagination vol.6                                                                  | 代官山NOMAD                            |                               |
| 2015年2月23日      | ジージでラララ♪ vol.70                                                                     | 渋谷gee-ge                             |                               |
| 2015年2月26日      | 愛音心 vol.44                                                                              | 代官山NOMAD                            |                               |
| 2015年3月3日       | ビューティフル＆ワンダフルミュージックnight!! vol.46                                       | 代官山NOMAD                            |                               |
| 2015年3月6日       | ジージでラララ♪ vol.73･5                                                                   | 渋谷gee-ge                             |                               |
| 2015年3月20日      | 鉄ロックフェスティバル!!! vol.185                                                          | 渋谷gee-ge                             |                               |
| 2015年3月31日      | GRRRLS just wanna have fun! vol.1                                                          | 下北沢mona record                      |                               |
| 2015年4月9日       | SUPER MOON                                                                                 | 青山 月見ル君想フ                      |                               |
| 2015年4月14日      | Grateful Days                                                                              | 渋谷LOOP annex                         |                               |
| 2015年4月16日      | 星の宴                                                                                     | 吉祥寺STAR PINE'S CAFE                 | Mrs.Twilightバンド            |
| 2015年4月28日      | スプリンクル                                                                               | 池袋mismatch                           |                               |
| 2015年4月29日      | 奈良大和路痛車フェスタ 地下鉄に乗るっトークショー                                          | 奈良健康ランド                         |                               |
| 2015年5月15日      | 十人十色 ～ノマコレ～ vol.32                                                               | 代官山NOMAD                            |                               |
| 2015年5月25日      | SOUND CANVAS vol.1                                                                         | 下北沢MOSAiC                           | VJ:北村みなみ                 |
| 2015年6月22日      | Heaven's voice carnival vol.57                                                             | 代官山NOMAD                            |                               |
| 2015年7月11日      | shine up ～Future Fes～                                                                    | 池袋mismatch                           |                               |
| 2015年8月1日-2日   | フリマ王国 2015 Summer 地下鉄に乗るっステージ                                              | 大阪国際見本市会場（インテックス大阪） |                               |
| 2015年9月19日      | 第4回京都国際マンガ・アニメフェア（京まふ） 地下鉄に乗るっステージ                         | 京都市勧業館（みやこめっせ）           |                               |
| 2015年9月20日      | 京都岡崎レッドカーペット2015                                                               | 平安神宮前 路上                        |                               |
| 2015年10月11日     | ふわふわpresents fuwafuwastyle vol.3 ～あそこがファイヤー                                  | 下北沢BAR? CCO                         |                               |
| 2016年1月30日      | タワレコ京都店インストアライブ                                                             | タワーレコード京都店                   |                               |
| 2016年1月30日      | 魚雷映蔵主催イベント                                                                       | 京都GROWLY                             |                               |
| 2016年2月21日      | 第12回ニコニコ本社まるなげデー                                                             | 池袋P'PARCO                            | 投票数 第1位獲得              |
| 2016年4月23日      | TOWER anime京都オープニングパーティ                                                        | 二条GROWLY                             |                               |
| 2016年4月29日-30日 | ニコニコ超会議2016 超まるなげストリート／大和超券ステージ                                  | 幕張メッセ                             |                               |
| 2016年5月3日-4日   | sakura キャッチキャッチ LIVE!                                                              | 八戸ポータルミュージアム（はっち）     |                               |
| 2016年5月21日      | up date                                                                                    | 池袋mismatch                           | バンド編成                    |
| 2016年5月29日      | 京都市交通局 地下鉄の日 ステージイベント                                                   | 京都学園大学 京都太秦キャンパス        |                               |
| 2016年7月16日      | Future Fes                                                                                 | 池袋mismatch                           |                               |
| 2016年9月17日      | 第5回京都国際マンガ・アニメフェア（京まふ） 地下鉄に乗るっステージ                         | 京都市勧業館（みやこめっせ）           |                               |
| 2016年10月30日     | M3-2016秋                                                                                  | 東京流通センター                       |                               |
| 2017年1月24日      | Japan Expo Rocks 1st Stage                                                                 | 池袋mismatch                           | 7組中5位                      |
| 2017年2月18日      | Faint⋆Star 2ndワンマンライブ～アフターパーティ～                                           | ICON                                   |                               |
| 2017年2月23日      | Japan Expo Rocks 2nd Stage                                                                 | 渋谷aube                               | バンド編成 6組中3位           |
| 2017年3月8日       | Japan Expo Rocks 3rd Stage                                                                 | 初台doors                              | 自身初の誕生日ライブ 8組中2位 |
| 2017年4月5日       | Japan Expo Rocks Semi Final Stage                                                          | 初台doors                              | バンド編成 8組中2位           |
| 2017年4月29日      | Japan Expo Rocks Final Stage                                                               | 初台doors                              | バンド編成 7組中4位           |
| 2017年5月3日-4日   | 帰ってきた大木ハルミ sakura キャッチキャッチライブ!                                        | 八戸ポータルミュージアム（はっち）     |                               |
| 2017年5月20日      | 地下鉄に乗って太秦萌カフェに行くっ！                                                       | ジェイアール京都伊勢丹                 |                               |
| 2017年5月27日      | 地下鉄に乗るっ アニメ上映イベント                                                          | 京都VOX hall                           |                               |
| 2017年8月5日       | 地下鉄に乗るっ アニメ上映会＠東京                                                          | 原宿ストロボカフェ                     |                               |
| 2017年9月2日       | 地下鉄東西線開業20周年記念 電車・バスファン感謝祭                                          | 京都市勧業館（みやこめっせ）           |                               |
| 2017年9月16日      | 第6回京都国際マンガ・アニメフェア（京まふ） 地下鉄に乗るっステージ                         | 京都市勧業館（みやこめっせ）           |                               |
| 2018年2月10日      | 維新宣言～"Stay Forever Young"～                                                           | 池袋mismatch                           |                               |
| 2018年3月21日      | 地下鉄に乗るっ 声優感謝祭 「ありがとうを贈るっ」                                           | 京都VOX hall                           |                               |
| 2018年5月6日       | ラブリー！スマイリー！ ザッツ！シンギングガール！！！                                      | 京都VOX hall                           |                               |
| 2018年9月24日      | Road to Zepp 予選 グループB in mismatch                                                    | 池袋mismatch                           | 3組中1位                      |
| 2018年10月10日     | CLUB251 25th Anniversary JUNGLE☆LIFE × CLUB251 presents Whiteboard Jungle                  | 下北沢 CLUB 251                        |                               |
| 2018年10月20日     | Road to Zepp 決勝 グループB                                                                | 両国SUNRIZE                            |                               |
| 2018年10月28日     | 市バス90周年記念 電車・バスファン感謝祭                                                    | 梅小路公園                             |                               |
| 2019年5月31日      | GoodBand & Miss Bac. Tokyo Tour Project                                                    | 渋谷CYCLONE                            |                               |
| 2023年2月18日      | LIVE SHOWER 2023                                                                           | 渋谷TAKE OFF 7                         |                               |
| 2023年3月12日      | 夜の帳を揺らす歌vol.18                                                                     | 代官山NOMAD                            |                               |
| 2023年6月18日      | 夜の帳を揺らす歌vol.21                                                                     | 代官山NOMAD                            |                               |
| 2023年9月16日      | 京都国際マンガ・アニメフェア（京まふ）2023 地下鉄に乗るっステージ                          | 京都市勧業館（みやこめっせ）           |                               |
| 2024年9月16日      | アネモネを君に vol.1                                                                       | Live music 六本木 CLUB EDGE            | バンド編成                    |
| 2024年12月15日     | Christmas Live2024                                                                         | 本八幡 Route14                         | NAO(Dr)とツイン編成           |
| 2025年1月8日       | Misirlou                                                                                   | 下北沢 Laguna                          | NAO(Dr)とツイン編成           |
| 2025年4月12日-13日 | 西公園エンタメ伝説                                                                         | 仙台 西公園                            |                               |
| 2025年4月26日      | ニコニコ超会議2025 配信者ステージ                                                          | 幕張メッセ                             |                               |
| 2025年5月24日      | 「地下鉄に乗るっ アニメーション展」オープニングイベント 大木ハルミ ミニライブ&トークショー | FRAME in VOX                           |                               |
| 2025年6月1日       | スマイルミュージックフェスティバル 大阪夏の陣編                                            | 大阪城公園 城天ストリート              |                               |
| 2025年7月6日       | スマイルミュージックフェスティバル 七夕編                                                  | 大阪城公園 城天ストリート              |                               |
| 2025年8月7日       | HUG ROCK FESTIVAL 2025 サマー                                                              | 渋谷THE GAME                           |                               |

## 出演

### ラジオ
- 2014年6月26日 - ラジオ日本 『テッパン！SinGirl』
- 2016年5月3日 - BeFM 『びびすた♪』
- 2017年2月2日 - ソラトニワ原宿 『Faint⋆Star Road 2 Shiny Star』
- 2017年5月3日 - BeFM 『びびすた♪』
- 2018年11月8日 - 渋谷クロスFM 『SSW Song Box』
- 2022年6月 - BeFM 『十日市秀悦のえふりこぎでゴメン！』[注釈 23]